# 打不倒的金咪
《打不倒的金咪》（英語：Unbreakable Kimmy Schmidt）是一部由蒂娜·菲與羅伯特·卡洛克開創、艾莉·坎波主演，在2015年3月6日於Netflix首播的美國情境喜劇。本劇最初原定於2015年在NBC首播，後來NBC將本劇版權賣給了Netflix，同時Netflix宣布預訂兩季。
2017年6月13日，本劇獲Netflix第4季續訂，為全劇的最終季，並預計推出一部完結篇電影。

## 故事
故事講述29歲的金咪·施密特，從印第安納一個末日論邪教中被救出，並來到了紐約，展開了一段尋找人生的故事。

## 卡司
| 演員                 | 角色                | 登場季數        | 登場季數        | 登場季數        | 登場集數 |
| 演員                 | 角色                | 1               | 2               | 3               | 登場集數 |
| -------------------- | ------------------- | --------------- | --------------- | --------------- | -------- |
| 艾莉·坎波            | 金咪·施密特         | 主演            | 主演            | 主演            | 39       |
| 泰塔斯·伯杰斯        | 泰坦斯·安卓羅梅登   | 主演            | 主演            | 主演            | 39       |
| 卡蘿·肯恩            | 莉莉恩·考西塔波     | 主演            | 主演            | 主演            | 30       |
| 珍·克拉考斯基        | 傑奎琳·懷特         | 主演            | 主演            | 主演            | 27       |
| 莎拉·雀斯            | 辛蒂·姍迪·比蔻尼    | 主演            | 主演            | 主演            | 19       |
| 蘿倫·亞當斯          | 葛蕾琴·恰克         | 主演            | 主演            | 主演            | 15       |
| 素兒·米蘭達          | 唐娜·瑪麗亞·盧納茲  | 主演            | 主演            | 主演            | 18       |
| 喬·漢姆              | 理查·韋恩·蓋瑞·韋恩 | 常設            | 常設            | 常設            | 9        |
| 蒂娜·菲              | 瑪莎·克拉克         | 常設            | Does not appear | Does not appear | 3        |
| 蒂娜·菲              | 安潔雅·貝登         | Does not appear | 常設            | 客串            | 4        |
| 亞當·坎貝爾          | 羅根·比克曼         | 常設            | Does not appear | Does not appear | 4        |
| 李起弘               | 阮董                | 常設            | 常設            | Does not appear | 8        |
| 傑瑞·邁爾            | 克里斯·達登         | 常設            | Does not appear | Does not appear | 3        |
| 提姆·布雷克·尼爾森   | 藍迪                | 常設            | Does not appear | Does not appear | 3        |
| 黛綸·葛盧拉          | 贊西佩·福爾希斯     | 常設            | 客串            | 常設            | 10       |
| 安德魯·瑞汀斯        | 查爾斯              | 常設            | Does not appear | Does not appear | 3        |
| 泰納·夫洛德          | 巴克里·福爾希斯     | 常設            | 常設            | 常設            | 9        |
| 蘇珊娜·高茲曼        | 薇菈                | 常設            | Does not appear | Does not appear | 6        |
| 麥克·布瑞特          | 沃特·班斯頓         | 常設            | 客串            | Does not appear | 4        |
| 吉爾·伯明翰          | 維吉爾·懷特         | 常設            | 常設            | 常設            | 7        |
| 雪莉·佛斯特·布萊克   | 芬恩·懷特           | 常設            | 常設            | 常設            | 7        |
| 傑森·克拉維茲        | 泰瑞·達賓           | 常設            | 常設            | Does not appear | 4        |
| 蘇珊·派瑞            | 松雅                | 常設            | 常設            | Does not appear | 5        |
| 艾米·塞德麗絲        | 蜜蜜·卡娜希斯       | 客串            | 常設            | 常設            | 8        |
| 麥克·卡爾森          | 麥奇·波利塔諾       | 客串            | 常設            | 常設            | 11       |
| 麗莎·庫卓            | 蘿莉·安·施密特      | Does not appear | 常設            | Does not appear | 2        |
| 弗雷德·阿米森        | 羅伯特·德斯特       | Does not appear | 常設            | 客串            | 4        |
| 安娜·坎普            | 黛卓·羅布斯皮耶     | Does not appear | 常設            | 客串            | 3        |
| 大衛·克羅素          | 羅斯·史奈德         | Does not appear | 常設            | 客串            | 4        |
| 比利·馬格努森        | 羅斯·史奈德         | Does not appear | Does not appear | 常設            | 2        |
| 喬許·查理斯          | 杜克·史奈德         | Does not appear | 客串            | 常設            | 5        |
| 哈里斯·尤林          | 歐爾森·史奈德       | Does not appear | 客串            | 常設            | 5        |
| 彼得·瑞格特          | 阿提·古曼           | Does not appear | Does not appear | 常設            | 6        |
| 戴維德·迪格斯        | 派瑞                | Does not appear | Does not appear | 常設            | 3        |
| 桑妮雅·哈羅姆        | 葛蕾絲              | Does not appear | Does not appear | 常設            | 3        |
| 奧莉薇雅·卡夏提法    | 佩吉                | Does not appear | Does not appear | 常設            | 3        |
| 瑞秋·邁爾斯          | 裘西                | Does not appear | Does not appear | 常設            | 3        |
| 邁克爾·班傑明·華盛頓 | 魯本                | Does not appear | Does not appear | 常設            | 3        |
| 詹姆士·門羅·伊格哈特 | 考力歐雷諾斯·伯特   | 客串            | 客串            | 客串            | 3        |
| 肯南·湯普森          | 羅倫·皮考克         | Does not appear | 客串            | 客串            | 2        |
| 德瑞克·克利納        | 道格拉斯            | Does not appear | 客串            | 客串            | 2        |

### 主要人物
- 艾莉·坎波 飾演 金柏莉·庫格·“金咪”·施密特（英语：Kimmy Schmidt）

於末日論邪教的地下艙生活了15年，在被救出後，來到了紐約展開新生活。
- 泰塔斯·伯杰斯（英语：Tituss Burgess） 飾演 泰坦斯·阿波羅尼奧·安卓羅梅登（英语：Titus Andromedon）

本名：拉諾德·艾芬·沃克森（Ronald Ephen Wilkerson），一名同性戀者，夢想在百老匯演出，為金咪的紐約新室友。
- 卡蘿·肯恩 飾演 莉莉恩·考西塔波（Lillian Kaushtupper）

金咪與泰坦斯的女房東。
- 珍·克拉考斯基（英语：Jane Krakowski） 飾演 傑奎琳·懷特（英语：Jacqueline White (character)）

本名：賈姬·琳恩·懷特（Jackie Lynn White），前名：傑奎琳·福爾希斯（Jacqueline Voorhees）。是位紐約曼哈頓貴婦，錄用金咪成為其家的保姆，實際上出身自印地安州蘇族。

### 常設人物
- 蘿倫·亞當斯（Lauren Adams） 飾演 葛蕾琴·恰克（Gretchen Chalker）

邪教的信徒之一，完全信服於韋恩牧師所說的話，與金咪一同被囚禁15年。
- 莎拉·雀斯（英语：Sara Chase） 飾演 辛蒂·姍迪·比蔻尼（Cyndee Sandy Pokorny）

金咪在邪教裡最要好的朋友，與金咪一同被囚禁15年。
- 素兒·米蘭達（Sol Miranda） 飾演 唐娜·瑪麗亞·盧納茲（Donna Maria Nuñez）

假裝不會說英文的教徒，原是「幸福女傭公司」的女傭人，與金咪一同被囚禁15年。
- 喬·漢姆 飾演 理查·韋恩·蓋瑞·韋恩（Richard Wayne Gary Wayne）

囚禁金咪等人15年的牧師，並使他們相信自己躲在地下艙可以度過世界末日。
- 蒂娜·菲 飾演 瑪莎·克拉克（英语：Marcia Clark）

無能的檢察官，曾辦理過辛普森案。
- 蒂娜·菲 飾演 安潔雅·貝登（Andrea Bayden）

酗酒的心理醫師。
- 麗莎·庫卓 飾演 蘿莉·安·施密特（Lori-Anne Schmidt）

金咪的母親，於金咪的幻想中，被投射為神仙教母。
- 亞當·坎貝爾 飾演 羅根·比克曼（Logan Beekman）

貴公子，對金咪產生興趣。
- 傑瑞·邁爾（英语：Jerry Minor） 飾演 克里斯·達登（英语：Christopher Darden）

無能的檢察官，曾辦理過辛普森案。
- 安娜·坎普 飾演 黛卓·羅布斯皮耶（Deirdre Robespierre）

IQ150，聰明又精於算計的白富美花瓶嬌妻，曾在國務院工作，與傑奎琳為敵。
- 李起弘 飾演 阮董（Dong Nguyen）

金咪的GED課程同學，越南人，喜歡金咪。後為了留在美國而與松雅結婚。
- 弗雷德·阿米森 飾演 羅伯特·德斯特（Robert Durst）

化名：巴比（Bobby），莉莉恩過去的情人。
- 大衛·克羅素／比利·馬格努森 飾演 羅斯·史奈德（Russ Snyder）

一名義務律師，非常看重自己的工作，幼時有著口吃的問題。後來與傑奎琳結為連理，結果卻發生車禍被壓扁，並在康復時臉部煥然一新為年輕男子。克羅素與馬格努森分別飾演易容前與易容後。
- 艾米·塞德麗絲（英语：Amy Sedaris） 飾演 蜜蜜·卡娜希斯（Mimi Kanasis）

傑奎琳的熟識，在離婚後重拾自己的社會地位。總是以笑來掩飾悲傷。
- 喬許·查理斯 飾演 杜克·拉克羅斯·史奈德（Duke LaCrosse Snyder）

羅斯的弟弟。
- 彼得·瑞格特（英语：Peter Riegert） 飾演 阿瑟·“阿提”·古曼（Arthur Artie Goodman）

大自然食品公司的所有人。
- 哈里斯·尤林（英语：Harris Yulin） 飾演 歐爾森·史奈德（Orson Snyder）

羅斯的父親，華盛頓紅人隊董事長。
- 吉爾·伯明翰（英语：Gil Birmingham） 飾演 維吉爾·懷特（Virgil White）

傑奎琳的父親。
- 提姆·布雷克·尼爾森 飾演 藍迪（Randy）

金咪的繼父，一名遲鈍的州警。
- 雪莉·佛斯特·布萊克（Sheri Foster Blake） 飾演 芬恩·懷特（Fern White）

傑奎琳的母親。
- 賈達·弗雷德蘭德（英语：Judah Friedlander） 飾演 戈帝（Gordy）

一名充滿爭議的音樂創作者。
- 戴維德·迪格斯 飾演 派瑞（Perry）

金咪的大學同窗。
- 肯南·湯普森（英语：Kenan Thompson） 飾演 羅倫·皮考克（Roland Peacock）

莉莉恩已故的丈夫。
- 黛綸·葛盧拉（英语：Dylan Gelula） 飾演 贊西佩·蘭妮絲特·福爾希斯（Xanthippe Lannister Voorhees）

傑奎琳的繼女，是個漂亮有人氣的女孩，一心想趕走金咪。實際上是為了迎合朋友才會使壞，本性非常聰明善良。
- 安迪·瑞汀斯（Andy Ridings） 飾演 查爾斯（Charles）

巴克里的家教，喜歡金咪。
- 布蘭登·W·瓊斯 飾演 布萊登（Brandon）

辛蒂高中時期暗戀的對象，為一名同性戀者，卻答應與辛蒂結婚。
- 麥克·卡爾森（Mike Carlsen） 飾演 麥可·“麥奇”·波利塔諾（Michael "Mikey" Politano）

深櫃的義大利裔美國人，因泰坦斯而確定自己的性向。
- 傑森·克拉維茲（英语：Jason Kravits） 飾演 泰瑞·達賓（Gary Dubbin）

傑奎琳的離婚律師。
- 詹姆士·門羅·伊格哈特（英语：James Monroe Iglehart） 飾演 考力歐雷諾斯·伯特（Coriolanus Burt）

泰坦斯長期的演藝勁敵。
- 泰納·夫洛德（Tanner Flood） 飾演 巴克里·福爾希斯（Buckley Voorhees）

傑奎琳的兒子，保姆為金咪。
- 麥克·布瑞特（Mike Britt） 飾演 沃特·班斯頓（Walter Bankston）

救出金咪等人的重要證人。
- 蘇珊娜·高茲曼（Susanna Guzman） 飾演 薇菈（Vera）

傑奎琳家的管家。
- 蘇珊·派瑞（Suzan Perry） 飾演 松雅（Sonja）

金咪年老的GED同學，與阮董假結婚。
- 桑妮雅·哈羅姆（Sonya Harum） 飾演 葛蕾絲（Grace）

贊西佩的大學室友，划船隊隊員。
- 奧莉薇雅·卡夏提法（Olivia Khoshatefeh） 飾演 佩吉（Paige）

贊西佩的大學室友，划船隊隊員。
- 瑞秋·邁爾斯（Rachael Meyers） 飾演 裘西（Josie）

贊西佩的大學室友，划船隊隊員。
- 邁克爾·班傑明·華盛頓（Michael Benjamin Washington） 飾演 魯本（Ruben）

教會詩班領導，為一名同性戀者。

## 集數
| 季數 | 集数 | 集数 | 上線日期      | 上線日期      |
| ---- | ---- | ---- | ------------- | ------------- |
| 1    | 13   | 13   | 2015年3月6日  | 2015年3月6日  |
| 2    | 13   | 13   | 2016年4月15日 | 2016年4月15日 |
| 3    | 13   | 13   | 2017年5月19日 | 2017年5月19日 |
| 4    | 13   | 6    | 2018年5月30日 | 2018年5月30日 |
| 4    | 13   | 7    | 2019年1月25日 | 2019年1月25日 |

## 製作

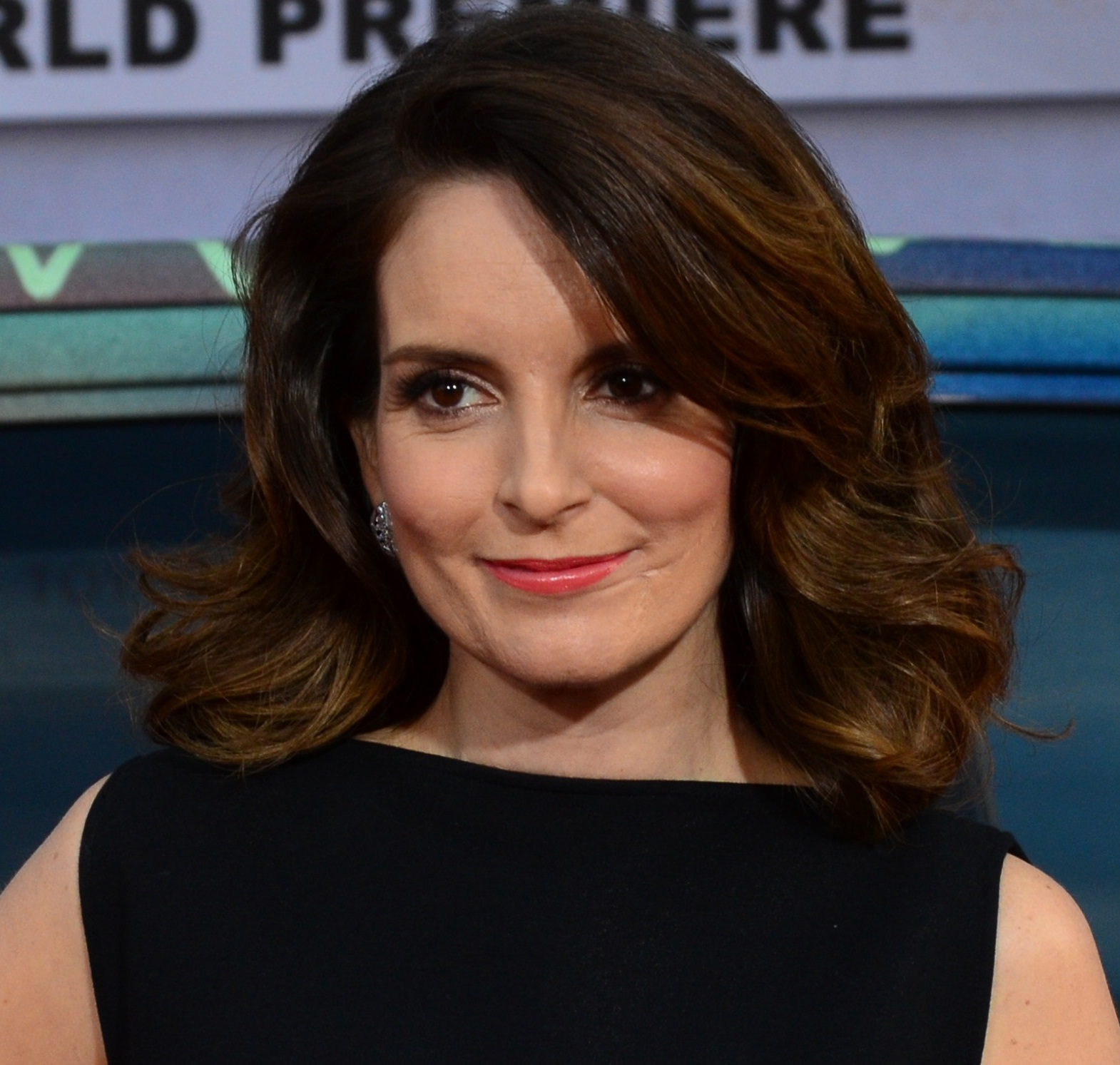
蒂娜·菲擔綱本劇開創兼執行製作，同時也分別在第1季與第2季客串演出兩名不同角色。

### 開發
2013年10月31日，NBC直接預訂由《超級製作人》蒂娜·菲與羅伯特·卡洛克開創並擔任節目統籌之未定名喜劇13集集數，由《我們的辦公室》艾莉·坎波主演。劇情描述一名女子（坎波飾演）從邪教逃出，並在紐約展開新生活的故事，而蒂娜與卡洛克將和大衛·麥納共同擔任執行製作。
2014年2月18日，宣布《廢柴聯盟》、《公園與遊憩》英國導演崔斯特姆·薛皮洛將執導首集。5月6日，本劇正式從《失去的人生》（Tooken）更名為《打不倒的金咪》（Unbreakable Kimmy Schmidt）。11月21日，NBC宣布將本劇兩季預訂賣給了Netflix，並預計於2015年3月6日釋出第1季全集數。2015年1月，Netflix釋出了本劇的第一波預告片。
2016年1月17日，Netflix宣布續訂第3季。2017年6月13日，Netflix宣布續訂第4季。2018年5月3日，透露由於本劇經過4季共50多集的長度，劇組一致認為是劇集畫下句點的時刻，加上蒂娜繁忙於其他電視節目與電影事業，因此第4季將為全劇最終季，而Netflix與環球電視也正商討製作電影版來為劇集完整作結，並由蒂娜和卡洛克執筆。

### 選角

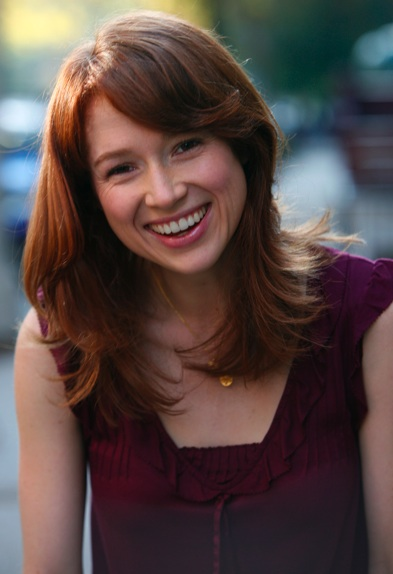
艾莉·坎波首次獨挑大樑，飾演女主角金咪·施密特。

2014年3月1日，宣布《超級製作人》泰塔斯·伯杰斯將飾演一個命大、有才華的同性戀歌手，卻從未成功踏入百老匯，只能在時代廣場裝扮成機器人，或是在主題餐廳擔任歌唱服務生等，該角為編劇為伯杰斯所量身打造。3月19日，宣布莎拉·雀斯與蘿倫·亞當斯加入劇組，分別飾演金咪在邪教裡的好友辛蒂與非常深信邪教所說的話的教徒葛蕾琴。5月12日，宣布珍·克拉考斯基繼《超級製作人》後，將再次和蒂娜及卡洛克合作，飾演雇用金咪為保姆的上西區貴婦。該角色於試播集原本僅有一場戲，並由梅根·杜德斯飾演，後來在克拉考斯基的新喜劇試播集未被FOX預訂後，雙方迅速地談妥選角，並重新拍攝該場景。8月15日，宣布安迪·瑞汀斯與《珍麻煩》黛綸·葛盧拉加入演出陣容，分別飾演查爾斯與贊西佩。9月24日，宣布《一夜尋情記》亞當·坎貝爾將客串飾演金咪的曖昧對象。
2016年3月30日，宣布第2季客串陣容有飾演傑奎琳敵手兼紐約社交女王的花瓶嬌妻黛卓·羅布斯皮耶的安娜·坎普、飾演傑奎琳好友咪咪·卡納西斯的艾米·塞德麗絲、飾演莉莉安舊情人巴比的弗雷德·阿米森、飾演來自奧斯汀嬉皮伴侶的柔夏·瑪美德與艾文·強奈凱特、飾演羅斯·史奈德律師的大衛·克羅素、飾演談話節目主持人戴夫醫師的傑夫·高布倫以及回歸第2季飾演不同角色，此次擔綱心理醫師安潔雅·貝登的蒂娜。
2017年3月23日，Netflix宣布第3季的客串陣容有戴維德·迪格斯、蘿拉·鄧恩、雷·李歐塔、安德烈亞·馬丁與《周六夜現場》的瑪亞·魯道夫及瑞秋·德奇等，而先前登場的坎普、麥克·卡爾森、喬許·查理斯、克羅素、塞德麗絲、喬·漢姆以及蒂娜本人皆將回歸客串。
2018年5月10日，公布第4季前半季的客串演員名單，除了於前幾季登場的漢姆、塞德麗絲、卡爾森、瑪美德與克利納均將回歸外，碧西·飛利浦將客串阿提的女兒希芭·古曼、葛雷·肯尼爾飾演基於自身改編的角色、鮑比·莫尼漢飾演男權社運家法蘭·道德、艾蒂·布萊恩特則飾演牧師頑固又無知的前女友塔比·鮑巴提。

## 評價
《打不倒的金咪》第1季獲得了評論家的一致好評。於爛番茄整合的評論中，第1季獲得了95%的新鮮度、7.65/10分（55位評論家），評論家共識：「本劇極具獨創性，加上艾莉·坎波恰如其分的表演，使得《打不倒的金咪》怪異中又有趣好笑。」於Metacritic整合的評論中，第1季獲得了78分（滿分100分；29位評論家），屬普遍的好評。
雜誌〈周刊雜誌〉的史考特·梅斯洛（Scott Meslow）稱本劇為“網路隨選串流媒體時代中第一部偉大的情境喜劇”，並讚其機智風趣、照顧邊緣人物、強調女權主義等。〈衛報〉的布萊恩·莫伊倫指出“這部戲以不同視角深藏意涵，當你因搞笑劇情而笑時，你可能會錯過深藏笑話裡的道理。”〈電視指南〉譽本劇為「2015年最佳新喜劇」。IGN的評論家麥斯·尼可森給予本劇8.3分（滿分10分）的極高分數，並說：「蒂娜·菲與羅伯特·卡洛克的《打不倒的金咪》是Netflix原創劇集中的另一部佳作，其不僅迷人、有趣，更毫不掩飾其古怪以及艾莉·坎波的主演風範。」
第2季於爛番茄整合的評論中，獲得了100%的新鮮度、7.86/10分（29名評論家），評論家共識：「《打不倒的金咪》依舊以最佳的怪異方式呈現，完美建立了獨特的喜劇風格以及有才又有趣的卡司陣容。」於Metacritic整合的評論中，第2季獲得了82分（滿分100分；16位評論家），屬極佳的讚譽。娛樂周刊更評第2季為“2016年最佳10大電視節目”之一。
第3季於爛番茄整合的評論中，獲得了96%的新鮮度、8.18/10分（23名評論家），評論家共識：「《打不倒的金咪》以滑稽靈活的卡司、強大的客串陣容與趣味的強力注入，持續茁壯。」於Metacritic整合的評論中，第3季獲得了78分（滿分100分；12位評論家），屬普遍的好評。
評論家前十大電視節目排名
| 2015 |
| --- |
| - No. 5 商業內幕 - No. 9 克利夫蘭誠懇家日報 - No. 3 娛樂周刊（傑夫·詹森） - No. 1 IndieWire - No. 9 洛杉磯時報 - No. 5 新聞日報 - No. 7 Paste - No. 5 費城每日新聞 - No. 4 匹茲堡郵報 - No. 10 Time Out紐約 - No. 3 電視指南 - No. 2 Uproxx - No. 4 內幕到手 - – 芝加哥讀者 - – Flavorwire - – 明尼阿波利斯明星論壇報 - – 紐約時報（詹姆斯·波尼沃茲克） - – 浮華世界 - – Vogue |

| 2016 |
| --- |
| - No. 2 娛樂周刊 - No. 9 MTV - No. 9 The Ringer - No. 9 板岩雜誌（茱恩·湯瑪斯） - No. 9 板岩雜誌（派樂·維魯葉） - No. 1 TVLine（喜劇類） - No. 8 綜藝雜誌（索尼雅·薩萊亞） - No. 9 Vulture.com（甄·錢尼） |

## 獎項及提名
| 年度 | 大獎                     | 獎項                                     | 入圍者                                                           | 結果 |
| ---- | ------------------------ | ---------------------------------------- | ---------------------------------------------------------------- | ---- |
| 2015 | 威比獎                   | 威比最佳女演員獎                         | 艾莉·坎波                                                        | 獲獎 |
| 2015 | 威比獎                   | 威比最佳男演員獎                         | 泰塔斯·伯杰斯                                                    | 獲獎 |
| 2015 | 評論家選擇電視獎         | 喜劇類影集最佳男配角獎                   | 泰塔斯·伯杰斯                                                    | 提名 |
| 2015 | 電視評論家協會獎         | 表現突出喜劇類影集                       | 表現突出喜劇類影集                                               | 提名 |
| 2015 | 在線電影與電視協會獎     | 喜劇類影集最佳男配角獎                   | 泰塔斯·伯杰斯                                                    | 提名 |
| 2015 | 在線電影與電視協會獎     | 喜劇類影集最佳客串男演員獎               | 喬·漢姆                                                          | 提名 |
| 2015 | 黃金時段艾美獎           | 最佳喜劇類影集獎                         | 最佳喜劇類影集獎                                                 | 提名 |
| 2015 | 黃金時段艾美獎           | 最佳喜劇類影集男配角獎                   | 泰塔斯·伯杰斯                                                    | 提名 |
| 2015 | 黃金時段艾美獎           | 最佳喜劇類影集女配角獎                   | 珍·克拉考斯基                                                    | 提名 |
| 2015 | 黃金時段艾美獎           | 最佳喜劇類影集客串男演員獎               | 喬·漢姆                                                          | 提名 |
| 2015 | 黃金時段艾美獎           | 最佳喜劇類影集客串女演員獎               | 蒂娜·菲                                                          | 提名 |
| 2015 | 黃金時段艾美獎           | 最佳特效合作獎                           | 吉兒·布朗                                                        | 提名 |
| 2015 | 黃金時段艾美獎           | 最佳喜劇類影集選角獎                     | 珍妮佛·尤斯頓、梅若迪思·塔克                                     | 提名 |
| 2015 | EWwy Award               | 喜劇類影集最佳女演員獎                   | 艾莉·坎波                                                        | 提名 |
| 2015 | Gold Derby電視獎         | 最佳喜劇類影集獎                         | 最佳喜劇類影集獎                                                 | 提名 |
| 2015 | Gold Derby電視獎         | 最佳喜劇類影集女演員獎                   | 艾莉·坎波                                                        | 提名 |
| 2015 | Gold Derby電視獎         | 年度表現突出獎                           | 艾莉·坎波                                                        | 提名 |
| 2015 | Gold Derby電視獎         | 年度表現突出獎                           | 泰塔斯·伯杰斯                                                    | 提名 |
| 2015 | Gold Derby電視獎         | 最佳喜劇類影集男配角獎                   | 泰塔斯·伯杰斯                                                    | 獲獎 |
| 2015 | Gold Derby電視獎         | 最佳喜劇類影集女配角獎                   | 珍·克拉考斯基                                                    | 提名 |
| 2015 | Gold Derby電視獎         | 最佳喜劇類影集客串男演員獎               | 喬·漢姆                                                          | 獲獎 |
| 2015 | Gold Derby電視獎         | 最佳喜劇類影集客串女演員獎               | 蒂娜·菲                                                          | 提名 |
| 2015 | Gold Derby電視獎         | 最佳喜劇類影集集數獎                     | 蒂娜·菲、羅伯特·卡洛克＆崔斯特姆·薛皮洛 （集數：金咪重獲自由！） | 提名 |
| 2015 | 哥譚獨立電影獎           | 突破劇集獎－長篇                         | 突破劇集獎－長篇                                                 | 提名 |
| 2016 | 人民選擇獎               | 最喜愛串流媒體影集獎                     | 最喜愛串流媒體影集獎                                             | 提名 |
| 2016 | 美國演員工會獎           | 最佳喜劇類影集女演員獎                   | 艾莉·坎波                                                        | 提名 |
| 2016 | 道林獎                   | 年度電視喜劇獎                           | 年度電視喜劇獎                                                   | 提名 |
| 2016 | 道林獎                   | 年度電視演出獎－男演員                   | 泰塔斯·伯杰斯                                                    | 提名 |
| 2016 | 美國編劇工會獎           | 最佳喜劇類影集獎－電視類                 | 全體編劇群                                                       | 提名 |
| 2016 | 美國編劇工會獎           | 最佳新影集獎－電視類                     | 全體編劇群                                                       | 提名 |
| 2016 | Cine Awards              | 最佳新影集獎                             | 最佳新影集獎                                                     | 提名 |
| 2016 | Cine Awards              | 最佳喜劇及喜劇劇情類影集女主角獎         | 艾莉·坎波                                                        | 提名 |
| 2016 | Cine Awards              | 最佳喜劇及喜劇劇情類影集女配角獎         | 珍·克拉考斯基                                                    | 提名 |
| 2016 | Cine Awards              | 最佳表現突出男演員獎                     | 泰塔斯·伯杰斯                                                    | 提名 |
| 2016 | Cine Awards              | 最佳喜劇及喜劇劇情類影集客串演出獎       | 喬·漢姆                                                          | 提名 |
| 2016 | 衛星獎                   | 最佳音樂及喜劇類影集獎                   | 最佳音樂及喜劇類影集獎                                           | 提名 |
| 2016 | 人道獎                   | 30分鐘類                                 | 蒂娜·菲＆羅伯特·卡洛克（集數：金咪重獲自由！）                   | 提名 |
| 2016 | 奧提歐斯獎               | 電視試播集喜劇類獎                       | 珍妮佛·尤斯頓、艾瑪·歐卡拉漢                                     | 提名 |
| 2016 | 葛蕾絲獎                 | 喜劇及音樂類最佳女主角獎                 | 艾莉·坎波                                                        | 獲獎 |
| 2016 | 葛蕾絲獎                 | 最佳女配角或客串女演員獎                 | 蒂娜·菲                                                          | 獲獎 |
| 2016 | 全國多民族交流協會遠見獎 | 喜劇獎                                   | 喜劇獎                                                           | 提名 |
| 2016 | Gold Derby電視獎         | 最佳喜劇類影集獎                         | 最佳喜劇類影集獎                                                 | 提名 |
| 2016 | Gold Derby電視獎         | 最佳喜劇類影集女演員獎                   | 艾莉·坎波                                                        | 提名 |
| 2016 | Gold Derby電視獎         | 最佳喜劇類影集男配角獎                   | 泰塔斯·伯杰斯                                                    | 獲獎 |
| 2016 | Gold Derby電視獎         | 最佳喜劇類影集女配角獎                   | 珍·克拉考斯基                                                    | 獲獎 |
| 2016 | Gold Derby電視獎         | 最佳喜劇類影集客串女演員獎               | 安娜·坎普                                                        | 提名 |
| 2016 | Gold Derby電視獎         | 最佳喜劇類影集客串女演員獎               | 蒂娜·菲                                                          | 獲獎 |
| 2016 | Gold Derby電視獎         | 最佳喜劇類影集客串女演員獎               | 麗莎·庫卓                                                        | 提名 |
| 2016 | Gold Derby電視獎         | 最佳喜劇類影集客串女演員獎               | 艾米·塞德麗絲                                                    | 提名 |
| 2016 | 在線電影與電視協會獎     | 喜劇類影集最佳女演員獎                   | 艾莉·坎波                                                        | 提名 |
| 2016 | 在線電影與電視協會獎     | 喜劇類影集最佳男配角獎                   | 泰塔斯·伯杰斯                                                    | 提名 |
| 2016 | 在線電影與電視協會獎     | 喜劇類影集最佳客串女演員獎               | 麗莎·庫卓                                                        | 提名 |
| 2016 | 在線電影與電視協會獎     | 喜劇類影集最佳編劇獎                     | 喜劇類影集最佳編劇獎                                             | 提名 |
| 2016 | 黃金時段艾美獎           | 最佳喜劇類影集獎                         | 最佳喜劇類影集獎                                                 | 提名 |
| 2016 | 黃金時段艾美獎           | 最佳喜劇類影集女主角獎                   | 艾莉·坎波                                                        | 提名 |
| 2016 | 黃金時段艾美獎           | 最佳喜劇類影集男配角獎                   | 泰塔斯·伯杰斯                                                    | 提名 |
| 2016 | 黃金時段艾美獎           | 最佳喜劇類影集選角獎                     | 辛蒂·托蘭                                                        | 提名 |
| 2016 | Poppy Awards             | 喜劇類最佳女配角獎                       | 珍·克拉考斯基                                                    | 獲獎 |
| 2016 | 評論家選擇電視獎         | 最佳喜劇類影集獎                         | 最佳喜劇類影集獎                                                 | 提名 |
| 2016 | 評論家選擇電視獎         | 喜劇類影集最佳女演員獎                   | 艾莉·坎波                                                        | 提名 |
| 2016 | 評論家選擇電視獎         | 喜劇類影集最佳男配角獎                   | 泰塔斯·伯杰斯                                                    | 提名 |
| 2016 | 評論家選擇電視獎         | 喜劇類影集最佳女配角獎                   | 珍·克拉考斯基                                                    | 獲獎 |
| 2016 | 評論家選擇電視獎         | 喜劇類影集最佳客串演出獎                 | 麗莎·庫卓                                                        | 提名 |
| 2016 | 衛星獎                   | 最佳音樂及喜劇類影集獎                   | 最佳音樂及喜劇類影集獎                                           | 提名 |
| 2016 | 衛星獎                   | 最佳音樂及喜劇類影集女演員獎             | 艾莉·坎波                                                        | 提名 |
| 2017 | 人民選擇獎               | 最喜愛收費電視網喜劇類影集獎             | 最喜愛收費電視網喜劇類影集獎                                     | 提名 |
| 2017 | 美國演員工會獎           | 最佳喜劇類影集男演員獎                   | 泰塔斯·伯杰斯                                                    | 提名 |
| 2017 | 美國演員工會獎           | 最佳喜劇類影集女演員獎                   | 艾莉·坎波                                                        | 提名 |
| 2017 | 有色人種促進協會形象獎   | 喜劇類影集最佳男配角獎                   | 泰塔斯·伯杰斯                                                    | 提名 |
| 2017 | 美國編劇工會獎           | 最佳喜劇類影集獎－電視類                 | 全體編劇群                                                       | 提名 |
| 2017 | 美國編劇工會獎           | 最佳喜劇類集數獎－電視類                 | 蒂娜·菲＆山姆·敏斯（集數：金咪尋找母親！）                       | 提名 |
| 2017 | 美國編劇工會獎           | 最佳喜劇類集數獎－電視類                 | 羅伯特·卡洛克（集數：金咪去玩樂約會！）                          | 獲獎 |
| 2017 | Cine Awards              | 最佳喜劇及喜劇劇情類影集女主角獎         | 艾莉·坎波                                                        | 提名 |
| 2017 | Cine Awards              | 最佳喜劇及喜劇劇情類影集女配角獎         | 珍·克拉考斯基                                                    | 提名 |
| 2017 | Cine Awards              | 最佳喜劇及喜劇劇情類影集客串演出獎       | 麗莎·庫卓                                                        | 提名 |
| 2017 | 黃金預告片獎             | 最佳原創獎（影集類電視廣告／預告／片花） | 最佳原創獎（影集類電視廣告／預告／片花）                         | 提名 |
| 2017 | 黑膠卷電視獎             | 喜劇類影集最佳男配角獎                   | 泰塔斯·伯杰斯                                                    | 獲獎 |
| 2017 | Gold Derby電視獎         | 最佳喜劇類影集獎                         | 最佳喜劇類影集獎                                                 | 提名 |
| 2017 | Gold Derby電視獎         | 最佳喜劇類影集女演員獎                   | 艾莉·坎波                                                        | 提名 |
| 2017 | Gold Derby電視獎         | 最佳喜劇類影集男配角獎                   | 泰塔斯·伯杰斯                                                    | 獲獎 |
| 2017 | Gold Derby電視獎         | 最佳喜劇類影集女配角獎                   | 珍·克拉考斯基                                                    | 提名 |
| 2017 | Gold Derby電視獎         | 最佳喜劇類影集客串女演員獎               | 瑪亞·魯道夫                                                      | 提名 |
| 2017 | Gold Derby電視獎         | 最佳喜劇類影集集數獎                     | 集數：金咪的室友！                                               | 提名 |
| 2017 | 在線電影與電視協會獎     | 喜劇類影集最佳女演員獎                   | 艾莉·坎波                                                        | 提名 |
| 2017 | 在線電影與電視協會獎     | 喜劇類影集最佳男配角獎                   | 泰塔斯·伯杰斯                                                    | 獲獎 |
| 2017 | 在線電影與電視協會獎     | 喜劇類影集最佳女配角獎                   | 珍·克拉考斯基                                                    | 獲獎 |
| 2017 | 在線電影與電視協會獎     | 喜劇類影集最佳客串男演員獎               | 喬許·查理斯                                                      | 提名 |
| 2017 | 在線電影與電視協會獎     | 喜劇類影集最佳客串男演員獎               | 蘿拉·鄧恩                                                        | 提名 |
| 2017 | 在線電影與電視協會獎     | 喜劇類影集最佳整體演出獎                 | 喜劇類影集最佳整體演出獎                                         | 提名 |
| 2017 | 黃金時段艾美獎           | 最佳喜劇類影集獎                         | 最佳喜劇類影集獎                                                 | 提名 |
| 2017 | 黃金時段艾美獎           | 最佳喜劇類影集女主角獎                   | 艾莉·坎波                                                        | 提名 |
| 2017 | 黃金時段艾美獎           | 最佳喜劇類影集男配角獎                   | 泰塔斯·伯杰斯                                                    | 提名 |
| 2017 | 黃金時段艾美獎           | 最佳原創音樂與歌詞獎                     | 傑夫·瑞奇蒙、蒂娜·菲、山姆·敏斯                                  | 提名 |
| 2017 | 黃金時段艾美獎           | 最佳喜劇類影集或綜藝節目特效獎           | 最佳喜劇類影集或綜藝節目特效獎                                   | 提名 |
| 2018 | 評論家選擇電視獎         | 喜劇類影集最佳女演員獎                   | 艾莉·坎波                                                        | 提名 |
| 2018 | 評論家選擇電視獎         | 喜劇類影集最佳男配角獎                   | 泰塔斯·伯杰斯                                                    | 提名 |
| 2018 | 有色人種促進協會形象獎   | 喜劇類影集最佳男配角獎                   | 泰塔斯·伯杰斯                                                    | 提名 |
| 2018 | 有色人種促進協會形象獎   | 劇情類影集最佳導演獎                     | 肯·維汀漢姆（集數：金咪咬洋蔥！）                                | 提名 |
| 2018 | 衛星獎                   | 最佳音樂及喜劇類影集女演員獎             | 艾莉·坎波                                                        | 提名 |
| 2018 | Cine Awards              | 最佳喜劇及喜劇劇情類影集男配角獎         | 泰塔斯·伯杰斯                                                    | 提名 |

## 外部連結
- 官方网站
- 互联网电影数据库（IMDb）上《打不倒的金咪》的资料（英文）
- 打不倒的金咪 在电视指南